# 부민교통
부민교통(釜民交通)은 부산광역시의 마을버스 업체이고, 차고지 및 본사는 부산광역시 남구 동명로 195, 동부상가 105호 (용호동)에 있다.

## 운행 노선

##### 마을버스
- ● 남구8번 : 벽산아파트 ↔ 삼익비치아파트
- ● 남구9번 : 경동아파트 ↔ 마마아파트